# Snowy-River-Nationalpark
Der Snowy-River-Nationalpark ist ein 987 km² großer Nationalpark im australischen Bundesstaat Victoria, 323 km östlich von Melbourne. Im Norden grenzt der Park an den Alpine-Nationalpark.
Der Park bietet an der Little River Gorge einen der letzten natürlichen Lebensräume für das Bürstenschwanz-Felskänguru. Über 250 heimische Arten leben im Bereich des Parks, 29 davon, u. a. das Langfuß-Kaninchenkänguru und der Riesenbeutelmarder, gelten als bedroht. 
Die Little River Gorge ist die tiefste Schlucht Victorias. Der Little River fällt auf 14 km Länge von 610 m auf der Wulgulmerang-Hochebene auf 122 m am Zusammenfluss mit dem Snowy River. 